# Čen Ji
Čen Ji (poenostavljeno kitajsko: 陈毅; tradicionalno kitajsko: 陳毅; pinjin: Chén Yì; Wade–Giles: Chen I), kitajski general in politik, * 1901, † 1972.

## Življenjepis
Čen Ji je 1923 postal član KPK. Med kitajsko-japonsko vojno je bil poveljnik Nove četrte armade; zaradi zaslug med boji s Japonci in Kumintangom je bil leta 1955 povzdignjen v maršala LRK.
Po ustanovitvi LRK je postal župan Šanghaja. V letih 1954–1972 je bil podpredsednik kitajske vlade in v letih 1958–1972 tudi minister za zunanje zadeve Ljudske republike Kitajske.
Med kulturno revolucijo je bil odstranjen s položajev.